# Václav Brabec-Baron
Václav Brabec-Baron (* 19. Dezember 1906 in Kročehlavy, Österreich-Ungarn, heute Tschechien; † 13. Oktober 1989) war tschechischer Fußballspieler.

## Karriere
Brabec spielte in seiner Jugend für den SK Kročehlavy. Im Jahr 1928 wechselte der Außenstürmer zum Erstligisten Bohemians Prag. Für Bohemians schoss Brabec in der Saison 1928/29 fünf Tore. Anschließend wechselte er zum Rivalen Sparta Prag.
Während seiner Zeit bei Sparta absolvierte Brabec, der auch Baron genannt wurde, sein einziges Länderspiel für die Tschechoslowakei. Bei der 2:4-Niederlage gegen Italien in Bologna am 3. März 1929 musste der Rechtsaußen allerdings kurz vor Spielende verletzt das Feld verlassen.
Zur Saison 1930/31 wechselte Brabec innerhalb der Liga zum SK Náchod, wo er zunächst bis Mitte 1932 blieb und acht Ligatreffer erzielte. Anschließend kehrte der Angreifer für ein halbes Jahr zu Bohemians Prag zurück, ehe er das erste Halbjahr 1933 erneut in Náchod verbrachte. Danach folgte neuerlich ein Halbjahr bei Bohemians Prag und wiederum sechs Monate beim SK Náchod.
Im Sommer 1934 ging es zurück nach Prag, im Jahr 1935 verließ Brabec-Baron die Tschechoslowakei und spielte für den französischen Erstligaaufsteiger Olympique Alès.